# 災害弱者
災害弱者（さいがいじゃくしゃ）とは、災害の際に支援や配慮が必要な人々を指す用語で、災害時要援護者、要配慮者などの用語も似た意味で用いられる。特に災害前・後の避難の場面では、自力での避難が通常の者より難しく、避難行動に支援を要する人々を指し、災害対策基本法による避難支援の枠組では避難行動要支援者と定義されている。より広範には、避難生活の場面などを含めて相対的に支援や配慮が必要とされる人々を指す。

## 避難における要配慮者
平成3年度版防災白書では、次の条件に一つでも当てはまる人を「災害弱者」とした。
- 自分の身に危険が差し迫った時、それを察知する能力がない、または困難な者。
- 自分の身に危険が差し迫った時、それを察知しても適切な行動をとることができない、または困難な者。
- 危険を知らせる情報を受け取ることができない、または困難な者。
- 危険をしらせる情報を受け取ることができても、それに対して適切な行動をとることができない、または困難な者。

具体例として、以下のような人が想定される。
- 障害者（肢体不自由者、知的障害者、内部障害者、視覚障害者、聴覚障害者）[4]
- 傷病者[4]
- 体力の衰えた、あるいは認知症の高齢者（自分自身で避難が出来る高齢者は災害弱者として扱わない場合が多い）[4]
- 妊婦（健常者に比べて重い保護を必要とする）[4]
- 乳幼児・子供（健康でも理解力・判断力が乏しい）[4]
- 短期滞在の外国人（日本語が分からない）[4]
- 旅行者（その場所の地理に疎い。短期滞在の外国人も含まれる）[4]

災害弱者は、その特性から避難所に着くのが、災害弱者ではない人より遅い。よって、避難所で災害弱者がスペースをとることができず、避難所で受けられる“情報”などの支援を受けることができないことが、過去に幾度もあった。そのため、災害弱者ではない人は、「無闇に避難所に避難せず野宿する」「避難所側があらかじめ、災害弱者の人のスペースを確保したうえで、避難所を開設する」の2点が、主な対策として、認知されるようになった。
内閣府や総務省などの指導の下、全国の市町村で災害弱者の避難支援計画や「避難行動要支援者名簿」の整備が進められている。避難支援計画には、災害弱者の避難支援について基本的な取組方針を定める「全体計画」、個々の災害弱者の避難計画である「個別避難計画」の2種がある。「避難行動要支援者名簿」は民生委員や地域自治組織が災害弱者の安否確認、避難支援に活用するもので、この名簿の登録者に「個別避難計画」が作成される。

個別避難計画は、市町村の地域防災計画に規定された地区防災計画とも連携する。
2009年3月31日現在、「全体計画」を策定した市町村は576団体（32.0％）、策定中の市町村を加えると1,125団体（62.5％）となっている。一方で、「個別避難計画」の策定を進めている市町村は726団体（40.3％）で、未着手のほうが多い。一方で「災害時要援護者名簿」は既に1,196団体（66.4％）が進めている。

## 避難生活における要配慮者
日本赤十字社の「災害時要援護者対策ガイドライン」では、避難における要配慮者に加えて、避難生活における要配慮者についても明記している。主な例は以下の通り。
- 病気や障害などにより薬や医療器具を要する者[4]
- 手すりや洋式トイレなどバリアフリー化されていない避難所などで介助を要する者。こうした要配慮者向けの「福祉避難所」が普及しつつあるが、未だ不十分とされる[4]。
- 感染症への抵抗力が弱く、避難所で病気にかかりやすい者[4]
- 被災により精神的障害が増幅される者[4]